# Cerdistus lividus
Cerdistus lividus là một loài ruồi trong họ Asilidae. Cerdistus lividus được White miêu tả năm 1918. Loài này phân bố ở miền Australasia.